# Flash (Band)
Flash war eine in den 1970er Jahren aktive englische Progressive-Rock-Band.

## Geschichte
Die Gruppe wurde im August 1971 von Peter Banks gegründet, der gerade die später sehr erfolgreiche Band Yes verlassen hatte. Im Winter 1971/72 spielte Flash ihr erstes Album ein, noch zusammen mit dem ehemaligen Yes-Keyboarder Tony Kaye, der kurz darauf Badger gründete. Die Versuche, Kaye durch einen neuen Keyboarder zu ersetzen (Rick Wakeman und Patrick Moraz waren im Gespräch), scheiterten, so dass die Band als Quartett weitermachte und erfolgreich Konzerte im Vereinigten Königreich, den Niederlanden, Belgien, Deutschland und den USA gab. Die seltener werdenden Keyboard-Passagen wurden vom Sänger Colin Carter übernommen.
Die Gruppe war musikalisch mit den frühen Yes vergleichbar und hatte mit dem Titel Small Beginnings einen Single-Hit. Von ihrem ersten Album, das von Martin Birch aufgenommen wurde, konnte sie über 100.000 Exemplare verkaufen.
Infolge des nachlassenden Erfolges trennte sich Banks im November 1973 von der Gruppe, was zu ihrer Auflösung führte. Das zu diesem Zeitpunkt bereits fertiggestellte dritte Album erschien unter dem Namen Flash – featuring England’s Peter Banks.
Nach mehreren erfolglosen Versuchen einer Wiedervereinigung traten Flash 2010 in anderer Besetzung – ohne Banks – wieder auf.

## Diskografie

### Studioalben
| Jahr | Titel            | Höchstplatzierung, Gesamtwochen, AuszeichnungChartsChartplatzierungen (Jahr, Titel, Platzierungen, Wochen, Auszeichnungen, Anmerkungen) | Anmerkungen                |
| Jahr | Titel            | US | Anmerkungen                |
| ---- | ---------------- | --- | -------------------------- |
| 1972 | Flash            | US33 (29 Wo.)US | Erstveröffentlichung: 1972 |
| 1973 | In the Can       | US121 (13 Wo.)US | Erstveröffentlichung: 1973 |
| 1973 | Out of Our Hands | US135 (8 Wo.)US | Erstveröffentlichung: 1973 |

Weitere Veröffentlichungen
- 1997: Psychosync
- 2013: In Public

### Singles
| Jahr | Titel Album            | Höchstplatzierung, Gesamtwochen, AuszeichnungChartsChartplatzierungen (Jahr, Titel, Album, Platzierungen, Wochen, Auszeichnungen, Anmerkungen) | Anmerkungen                     |
| Jahr | Titel Album            | US | Anmerkungen                     |
| ---- | ---------------------- | --- | ------------------------------- |
| 1972 | Small Beginnings Flash | US29 (12 Wo.)US | Erstveröffentlichung: Juni 1972 |